# Kensington Gardens

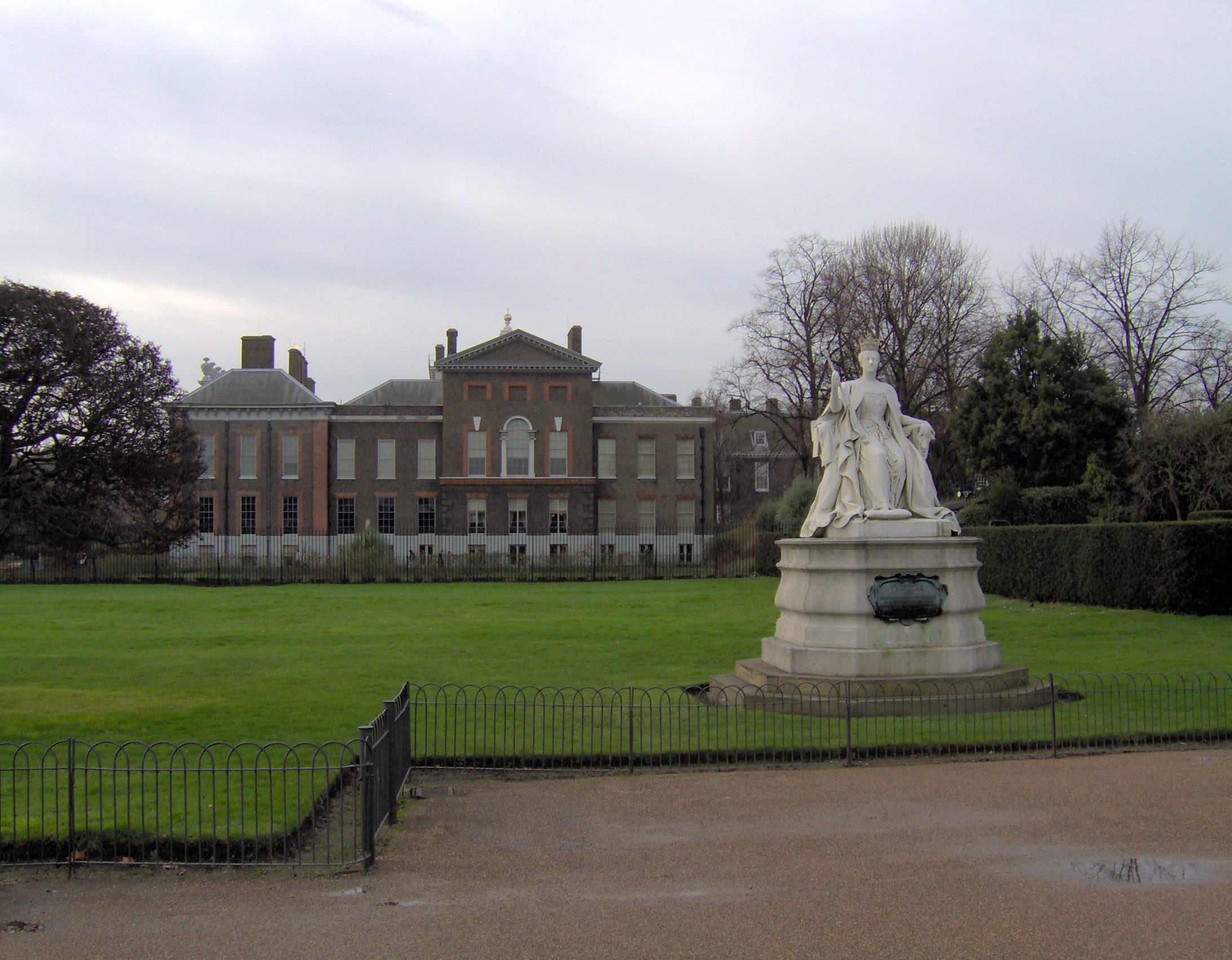
El Palau de Kensington i l'estàtua de la Reina Victòria

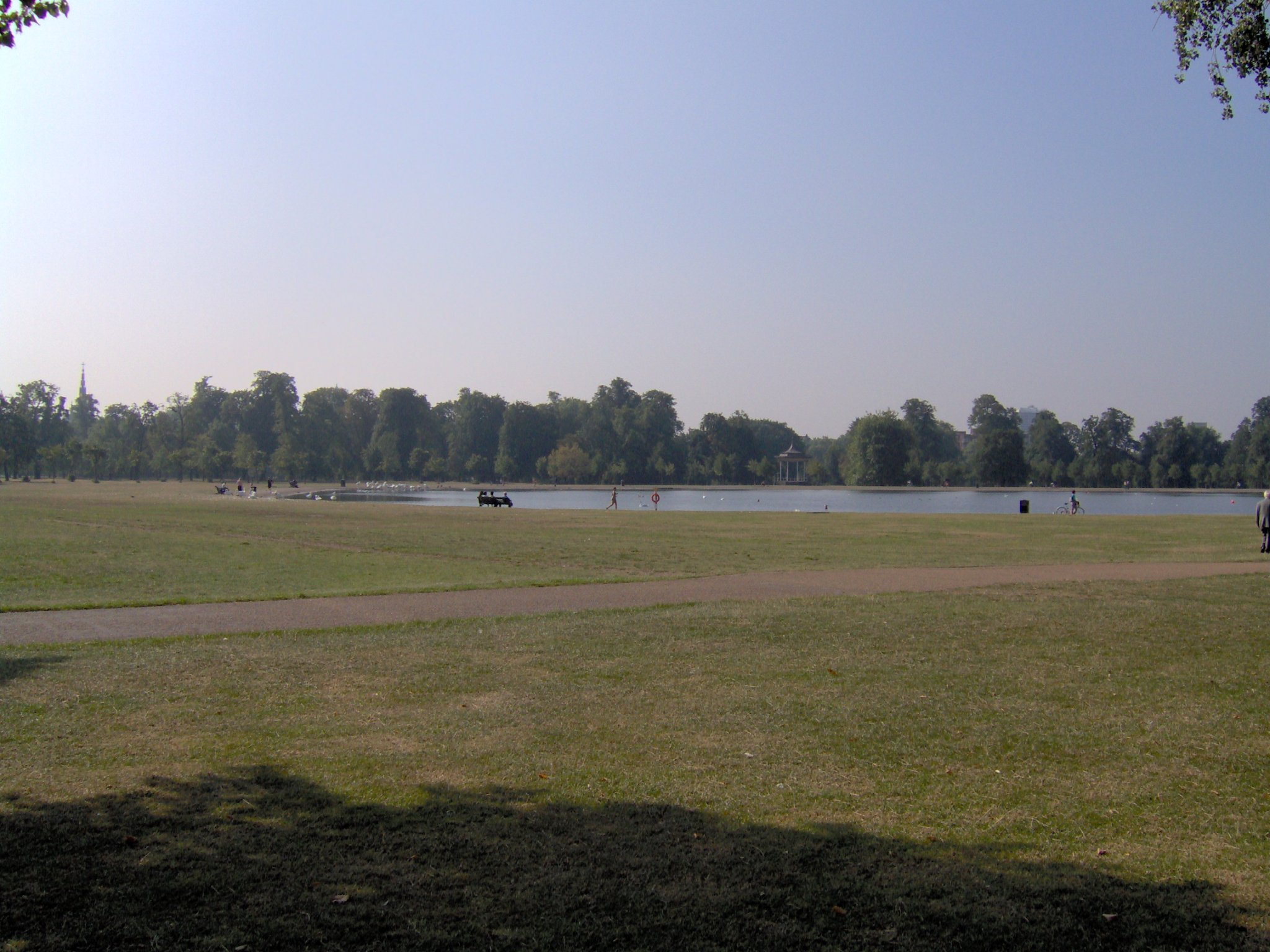
El Round Pond

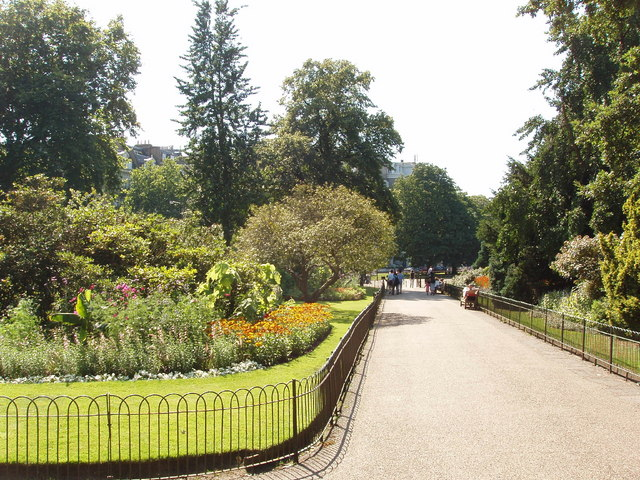
Flower Walk, Kensington Gardens

Kensington Gardens, abans els jardins privats del palau de Kensington, és un dels parcs reials de Londres i es troba immediatament a l'oest de Hyde Park. La majoria del parc es troba a la Ciutat de Westminster però una petita part se situa al Reial Borough de Kensington i Chelsea. El parc fa 1,1 km². Veure el plànol.
Aquest parc ha esdevingut cèlebre en la cultura dels joves col·legials britànics, ja que serveix de marc al llibre de J.M. Barrie, Peter Pan in Kensington Gardens, un preludi de les aventures del cèlebre personatge de Neverland.
Kensington Gardens ha estat concebut per Henry Wise i Charles Bridgeman amb trets a la moda com el Round Pond (estany rodó), les avingudes clàssiques i un jardí neerlandès. Després de l'obertura del parc al públic, el rei va demanar al seu primer ministre el cost eventual per tancar-lo per a l'ús privat de la família reial: la seva resposta va ser «la Corona». En aquest temps, els terrenys propers eren sobretot rurals i continuaven sent àmpliament inexplotats fins a l'exposició universal de 1851. La majoria dels trets originals han sobreviscut amb el palau i hi ha ara altres edificis públics com l'Albert Memorial, l'estàtua de Peter Pan, la galeria d'art Serpentine Gallery i el monument dedicat a John Hanning Speke.
Els jardins són generalment vistos com una part de Hyde Park d'on han estat presos. Kensington Gardens és tancat. Amb Green Park i St. James's Park, forma un «pulmó verd» continu al cor de Londres entre Kensington i Westminster.

## Història

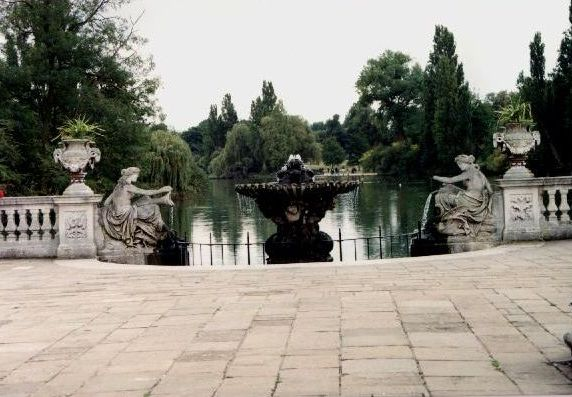
Jardins d'aigua la italiana, Kensington Gardens

Kensington Gardens, originalment, va ser un espai de lleure per als Reis britànics. Els jardins formaven part de Hyde Park, immens terreny de caça del rei Enric VIII.
Però el 1689, els nous rei i reines, Guillem III i Maria II, van prendre les primeres disposicions per crear un parc diferent. Aquests jardins són el marc del Palau de Kensington, residència privada reial dels dos sobirans. Guillem III va comprar aquesta part de Hyde Park, ja que, sofrint d'asma, hi trobava a la vegada un lloc tranquil i un aire sa. També, va encarregar l'arquitecte Christopher Wren que li construís una residència de maons vermells, el Palau de Kensington. La Reina Maria va crear, al palau, un jardí compost de massisos de flors i de tanques. L'estil és holandès per tal que Guillem III, originari d'Holanda, se sentís com a casa seva.
Però, són tres Reines que han condicionat els jardins que es coneixen avui.
- Els jardins van créixer, el 1702, quan la germana de Maria II, Anna, va accedir al tron. Es va apoderar de 16 hectàrees de la finca de Hyde Park i va demanar als jardiners- paisatgistes, Henry Wise i George Loudon, de crear un jardí a l'anglesa. Anna hi va afegir també l'Orangerie al costat del palau.

- Els canvis més importants han tingut lloc el 1728 quan la reina Carolina, esposa del rei Jordi II, van començar a transformar Kensington Gardens en un parc (el parc que es coneix avui). Es van apoderar altre cop de 121 hectàrees de Hyde Park i Charles Bridgeman va redissenyar-lo. La nova cara d'aquest jardí és el Round Pond (Estany Rodó), una ampla bassa artificial més octogonal que rodona. D'aquesta bassa, en surten fileres d'arbres com els radis d'una roda de bicicleta. Cada filera ofereix una vista diferent del Palau de Kensington. A l'horitzó, es pot veure el temple de la Reina, pavelló d'estiu construït per a la Reina.

Bridgeman i la Reina Carolina han posat igualment un dic al curs d'aigua Westbourne per crear un llac artificial anomenat Long Water que constitueix la frontera entre els parcs de Kensington i Hyde Park. Els jardins estaven oberts al públic el dissabte, de manera única a les persones "vestides convenientment". El passeig principal, Broad Walk, va esdevenir un indret preuat de passeigs durant el regnat de Carles II.
- Tanmateix, el 1837, Kensington Gardens va perdre de la seva popularitat quan la Reina Victòria va desplaçar la Cort a Buckingham Palace. Tot i això, el Príncep Albert, el seu espòs, va demanar a James Pennethorne el 1860 de crear els jardins d'aigua italians. A més a més, Victòria hi va fer construir, a la mort del seu estimat, un monument commemoratiu, l'Albert Memorial. El 1909, un nou jardí Sunken Garden va ser creat just al costat del Palau de Kensington.

## "El jardí del record"

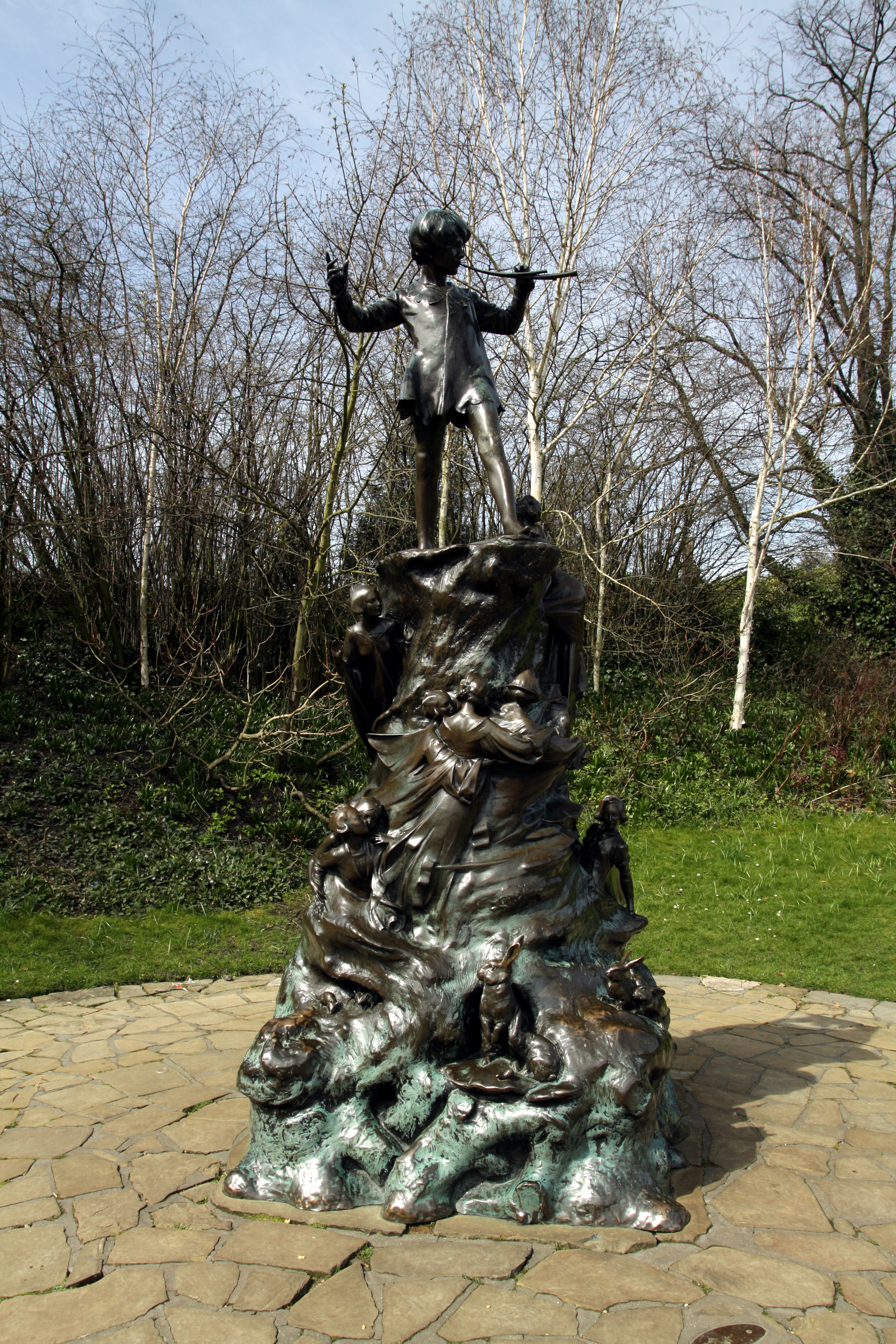
Estàtua de Peter Pan a Kensington Gardens

### L'estàtua de Peter Pan

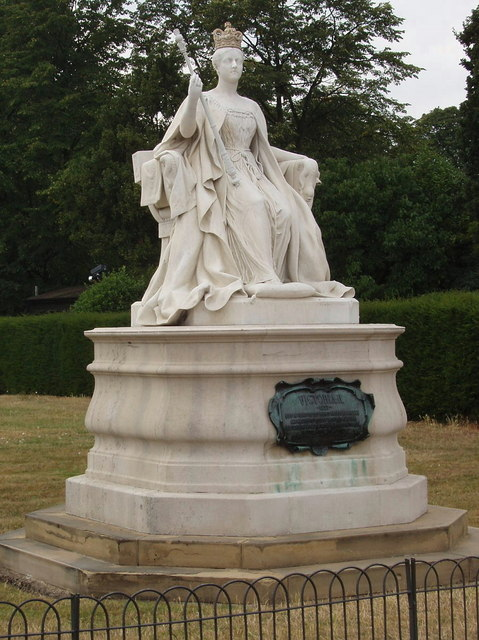
Estàtua de la Reina Victòria davant Kensington Palace

Un dels monuments més apreciats del Parc és l'estàtua en bronze de Peter Pan. Aquesta escultura (de Sir Frampton) representa Peter Pan, l'heroi de la novel·la de Sir J.M. Barrie, aleshores l'única estàtua al món que representa un personatge d'un autor viu. Peter Pan és representat dret sobre un pedestal on hi grimpen esquirols, conills i ratolins.

### L'estàtua de la Reina Victòria
Fora del palau de Kensington, entre el palau i el passeig, es pot veure una estàtua de la reina Victòria esculpida per la seva filla, la princesa Lluïsa, per tal de celebrar els cinquanta anys de regnat de la seva mare així com un estany envoltat per tots els costats d'un passeig vorejat de til·lers.

### ElPrince Albert Memorial
Després de la mort als 42 anys del Príncep Albert, espòs de la Reina Victòria, es va decidir construir-li un monument commemoratiu. Influenciat per les 12 creus de pedra (de les quals la més cèlebre és la Charing Cross) construïdes pel Rei Eduard I a la memòria de la seva esposa Elionor i per altres estàtues d'Edimburg o Manchester, l'Albert Memorial a Kensington Gardens és certament la més imponent fantasia de l'època victoriana, tanmateix sovint qualificada de molt austera.
Oficialment anomenat Prince Consort National Memorial, aquest monument mostra els èxits de l'imperi victorià així com els hobbies i passions del Príncep Albert. Estàtues de marbre representant Europa, Àsia, l'Àfrica i Amèrica són disposades a cadascun dels angles del monument mentre que, més alt, altres estàtues encarnen la indústria, el comerç, l'agricultura i l'enginyeria. Encara més alt, prop del cim, estàtues en bronze daurat representen els àngels i les virtuts. A la base del monument, tot al voltant, uns frisos descriuen els pintors, poetes, escultors, músics i arquitectes cèlebres, reflectint el gust del Príncep Albert per les arts.

### El Diana Memorial Playground
Un enorme vaixell pirata és la joia del mini "Parc de lleure" per a nens, obert el 2000, a la memòria de la Pricesa Diana que apreciava la innocència dels nens. El Diana Memorial Playground és situat just al costat del Palau de Kensington. Aquest país meravellós està inspirat en Peter Pan.

### Altres estàtues

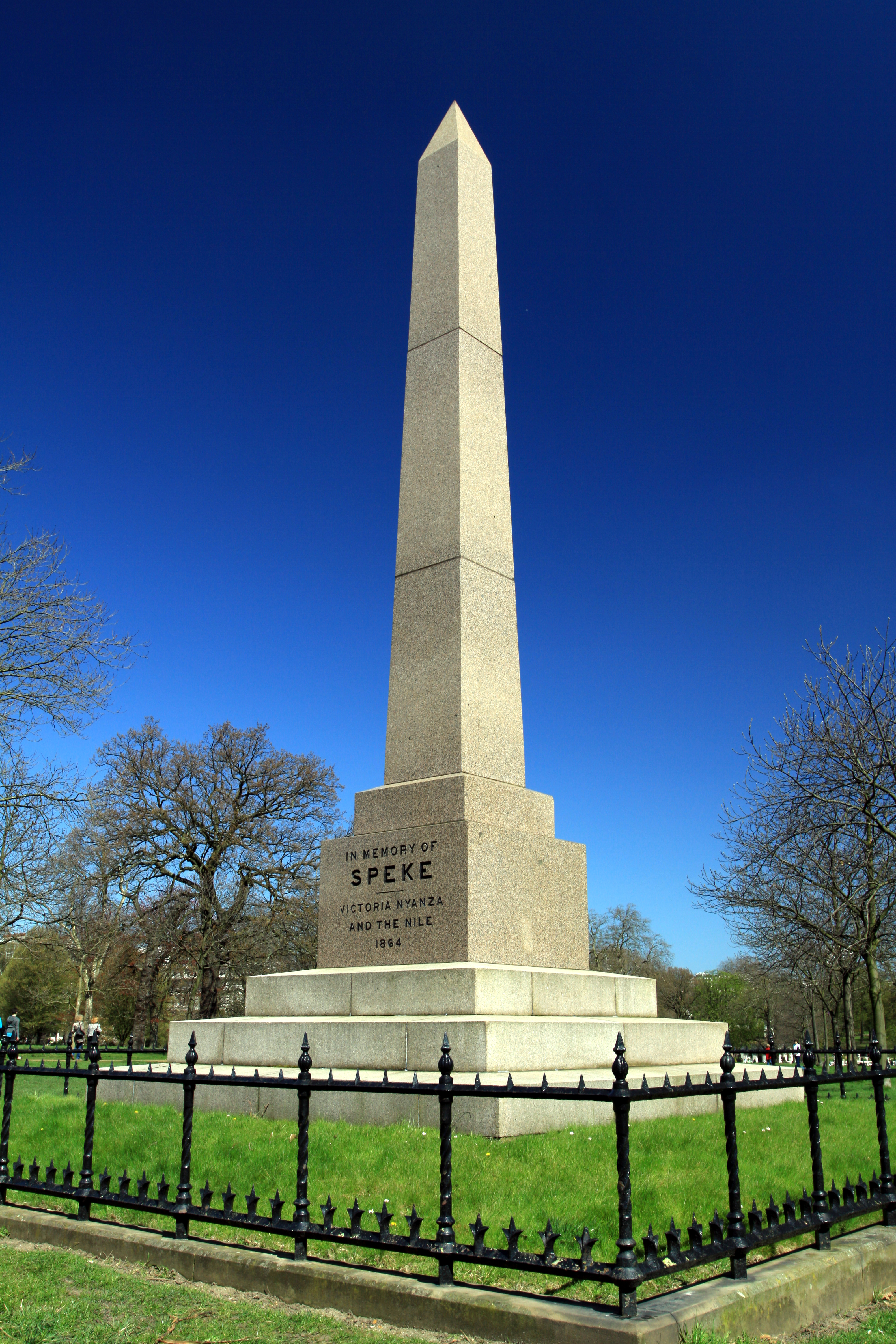
Obelisc dedicat a John Hanning Speke

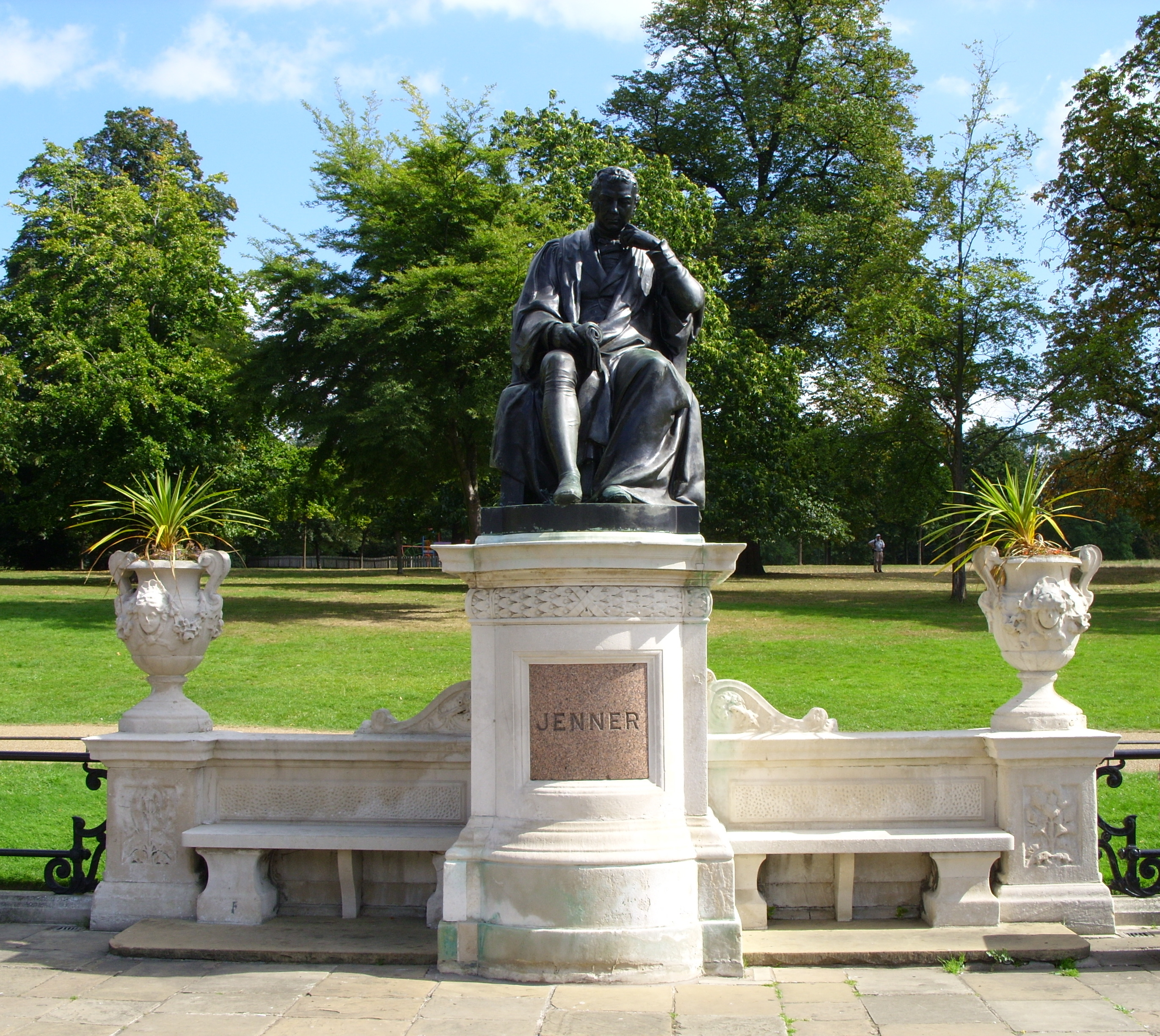
Estàtua d'Edward Jenner, Kensington Gardens

- John Hanning Speke, explorador que va descobrir les fonts del Nil.
- Edward Jenner, inventor de la vacuna contra la verola.

## Altres monuments

### L'orangerie
Limítrof al Palau de Kensington, l'Orangerie va ser construïda per la Reina Anna el 1704. Edifici de maons, l'interior és guarnit de columnes corínties suportant un magnífic entaulament.

### La Serpentine Gallery

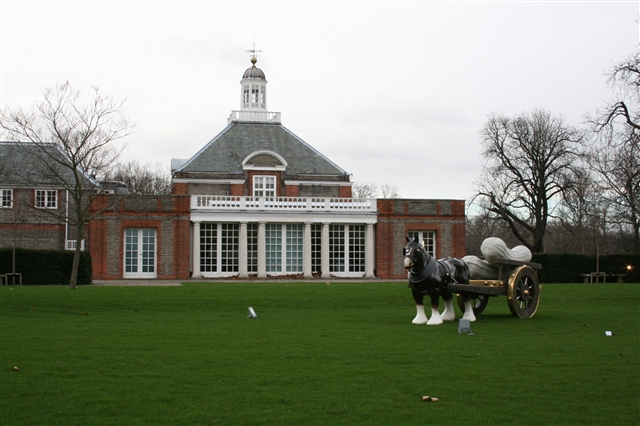
Serpentine Gallery, Kensington Gardens

Serpentine Gallery és, d'ençà 1970, un museu d'art contemporani dins de Kensington Gardens. Cada estiu, el museu demana a un dels més eminents arquitectes de construir un pavelló provisional, sobretot s'hi han pogut veure les obres arquitecturals de Zaha Hadid, Daniel Libeskind, Oscar Niemeyer, Toyo Ito, Álvaro Siza i Eduardo Souto de Moura, Rem Koolhaas, Olafur Eliasson, Cecil Balmond o Peter Zumthor. A més a més, un jardí comprèn una escultura concebuda per Ian Hamilton Finlay representant un gran disc sobre el que hi ha gravats els noms de tots els arbres de Kensington Gardens.

### Estàtua "Physical Energy"

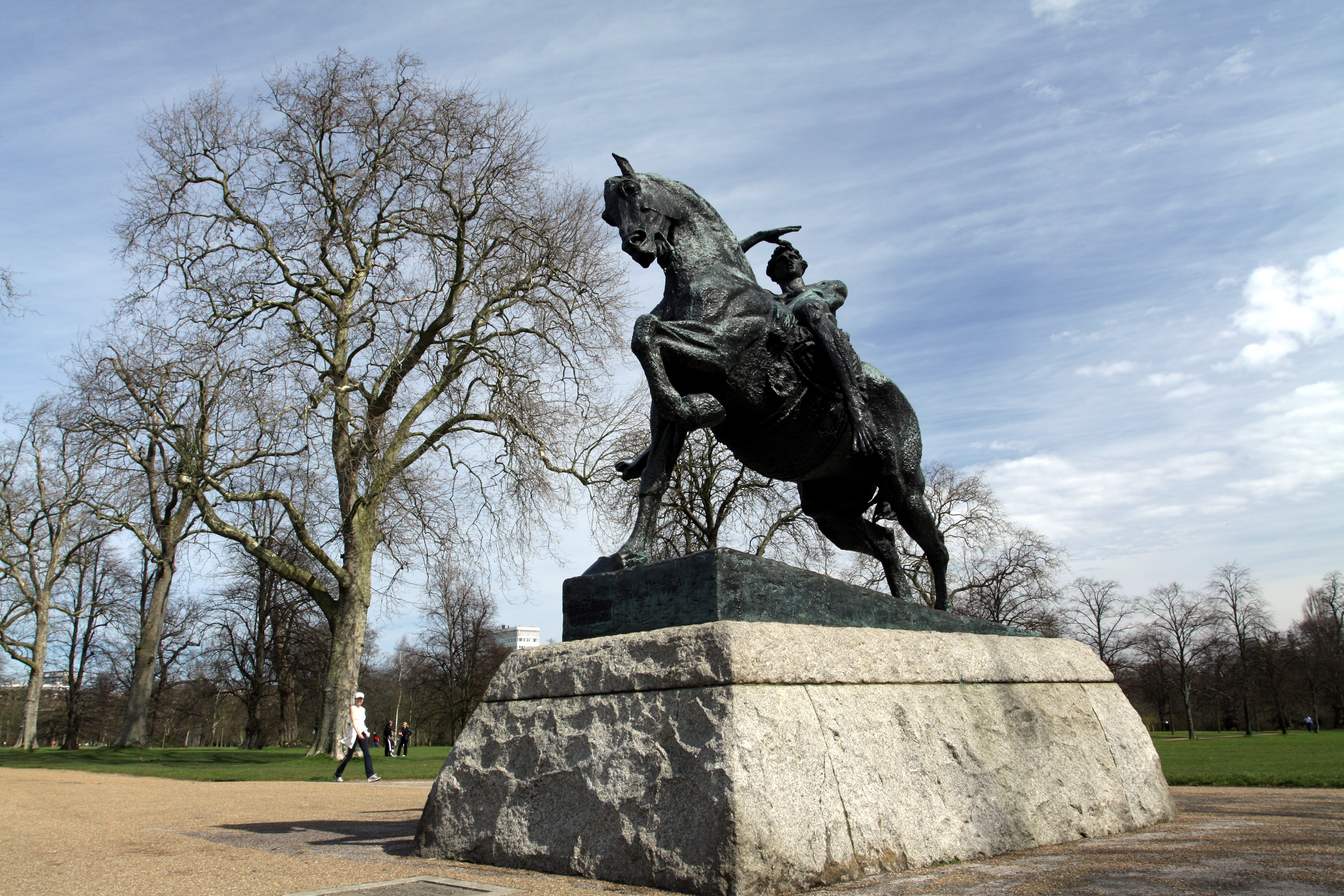
Estàtua "Physical Energy", George Frederic Watts, Kensington Gardens

"Physical Energy" és una estàtua eqüestre de George Frederic Watts representant un home nu muntant a cavall que protegeix els seus ulls del sol per escrutar l'horitzó. Per a Watts, la seva escultura il·lustra perfectament el desig brut de potència.